# Kim U-gil
Kim U-gil (ur. 17 października 1949) – północnokoreański bokser kategorii papierowej, srebrny medalista letnich igrzysk olimpijskich w Monachium.